# ニュートン郡 (テキサス州)
ニュートン郡（ニュートンぐん、英: Newton County）は、アメリカ合衆国テキサス州の東部に位置する郡である。2010年国勢調査での人口は14,445人であり、2000年の15,072人から4.2%減少した。郡庁所在地はニュートン市（人口2,478人）であり、同郡で唯一かつ人口最大の都市でもある。郡名はアメリカ独立戦争の英雄であるジョン・ニュートンに因んで名付けられた。2000年時点の人口密度では東テキサスの郡でレッドリバー郡に次いで2番目に低く、ディープ東テキサスでは最小である。

## 地理
アメリカ合衆国国勢調査局に拠れば、郡域全面積は940平方マイル (2,435 km2)であり、このうち陸地933平方マイル (2,416 km2)、水域は7平方マイル (18 km2)で水域率は0.73%である。ニュートン郡はサビーン川を隔てて東のルイジアナ州と接している。

### 主要高規格道路
- アメリカ国道190号線
- テキサス州道62号線
- テキサス州道63号線
- テキサス州道87号線

### 隣接する郡
- サビーン郡 - 北
- バーノン郡 (ルイジアナ州) - 北東
- ボーリガード郡 (ルイジアナ州) - 東
- カルカシュー郡 (ルイジアナ州) - 南東
- オレンジ郡 - 南
- ジャスパー郡 - 西

## 人口動態
以下は2000年の国勢調査による人口統計データである。
| 基礎データ - 人口: 15,072人 - 世帯数: 5,583 世帯 - 家族数: 4,092 家族 - 人口密度: 6人/km2（16人/mi2） - 住居数: 7,331軒 - 住居密度: 3軒/km2（8軒/mi2） 人種別人口構成 - 白人: 75.84% - アフリカン・アメリカン: 20.69% - ネイティブ・アメリカン: 0.63% - アジア人: 0.27% - 太平洋諸島系: 0.03% - その他の人種: 1.56% - 混血: 0.98% - ヒスパニック・ラテン系: 3.79% 年齢別人口構成 - 18歳未満: 26.2% - 18-24歳: 9.0% - 25-44歳: 26.6% - 45-64歳: 24.1% - 65歳以上: 14.2% - 年齢の中央値: 37歳 - 性比（女性100人あたり男性の人口） - 総人口: 104.1 - 18歳以上: 102.8 | 世帯と家族（対世帯数） - 18歳未満の子供がいる: 32.3% - 結婚・同居している夫婦: 58.1% - 未婚・離婚・死別女性が世帯主: 11.5% - 非家族世帯: 26.7% - 単身世帯: 24.1% - 65歳以上の老人1人暮らし: 10.5% - 平均構成人数 - 世帯: 2.59人 - 家族: 3.07人 収入と家計 - 収入の中央値 - 世帯: 28,500米ドル - 家族: 34,345米ドル - 性別 - 男性: 31,294米ドル - 女性: 17,738米ドル - 人口1人あたり収入: 13,381米ドル - 貧困線以下 - 対人口: 19.1% - 対家族数: 15.5% - 18歳未満: 24.4% - 65歳以上: 17.3% |

## 都市と町
- ニュートン - 郡庁所在地

### 国勢調査指定地域
- デューイービル
- サウストレドベンド

### 未編入の町
- ビロクシ
- ボンウィーア
- バークビル
- プリンストン
- トロッティ
- ウィーアゲイト